# Orgia

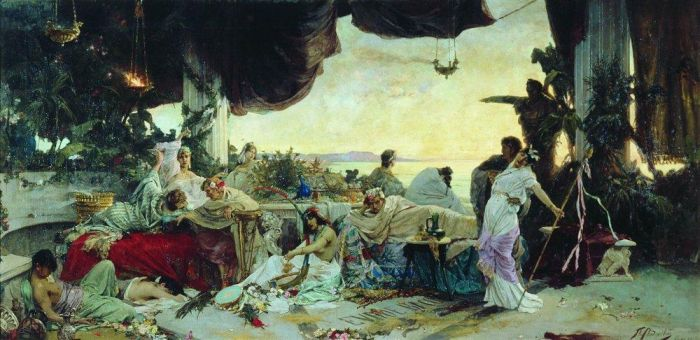
L'Orgia (Baccanale), di Pavel Svedomsky

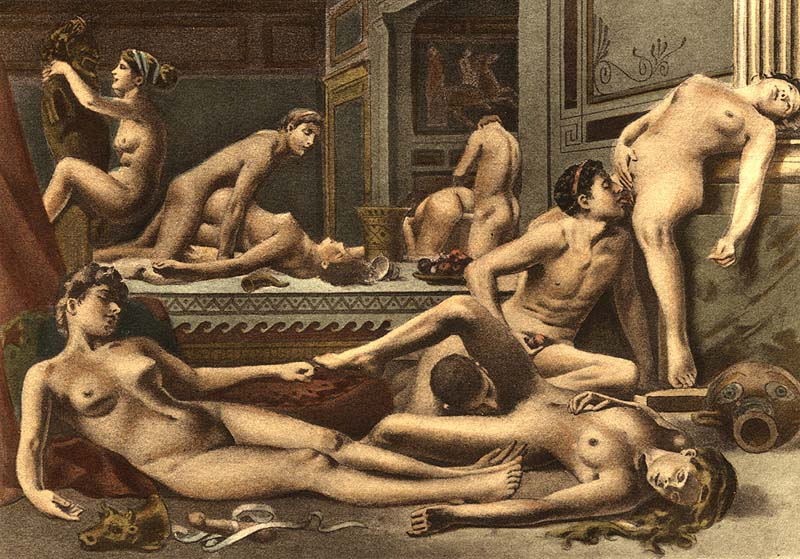
Illustrazione di Édouard-Henri Avril

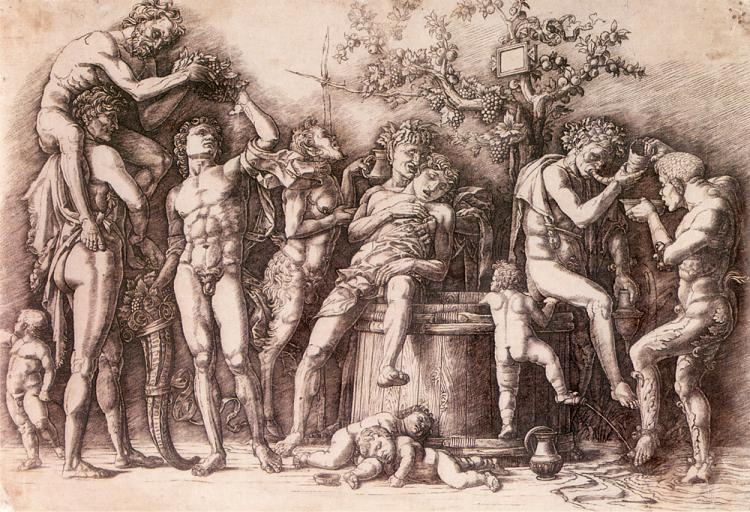
Baccanale con sileno (c. 1475) di Andrea Mantegna

Un'orgia (dal greco antico ὄργια?, dall'indoeuropeo *worǵéh₂, e questo dalla radice PIE *werǵ- indicante il fare, l'azione, l'en-ergia) è una cerimonia collettiva composta da più persone caratterizzata da comportamenti improntati all'eccesso e alla sfrenatezza, a base di elementi non sempre attinenti esclusivamente alla sfera sessuale, ad esempio da fattori quali l'esoterismo, la spiritualità ed altro. Nel linguaggio moderno il termine è talvolta utilizzato per riferirsi al sesso di gruppo anche se privo di aspetti rituali.

## Rito
Le orge presentano coincidenze con riti di fecondità e di rigenerazione del mondo agrario e con i cicli stagionali. L'orgia, "riattualizzando il caos mistico anteriore alla creazione, rende possibile il ripetersi della creazione. L'uomo regredisce provvisoriamente allo stato amorfo, notturno, del caos, per poter rinascere con maggiore vigore nella sua forma diurna". Nell'alternanza vita quotidiana-orgia (Saturnali, Carnevale, ecc.) si colgono la ritmicità della vita e la ciclicità del Cosmo che nasce dal caos e vi ritorna mediante una catastrofe.
(Mircea Eliade, Il mito della reintegrazione)
(Mircea Eliade, Il mito della reintegrazione)

Il concetto di orgia si rintraccia con facilità nei rituali odierni.
(Gilbert Durand, Le strutture antropologiche dell'immaginario)

## Storia

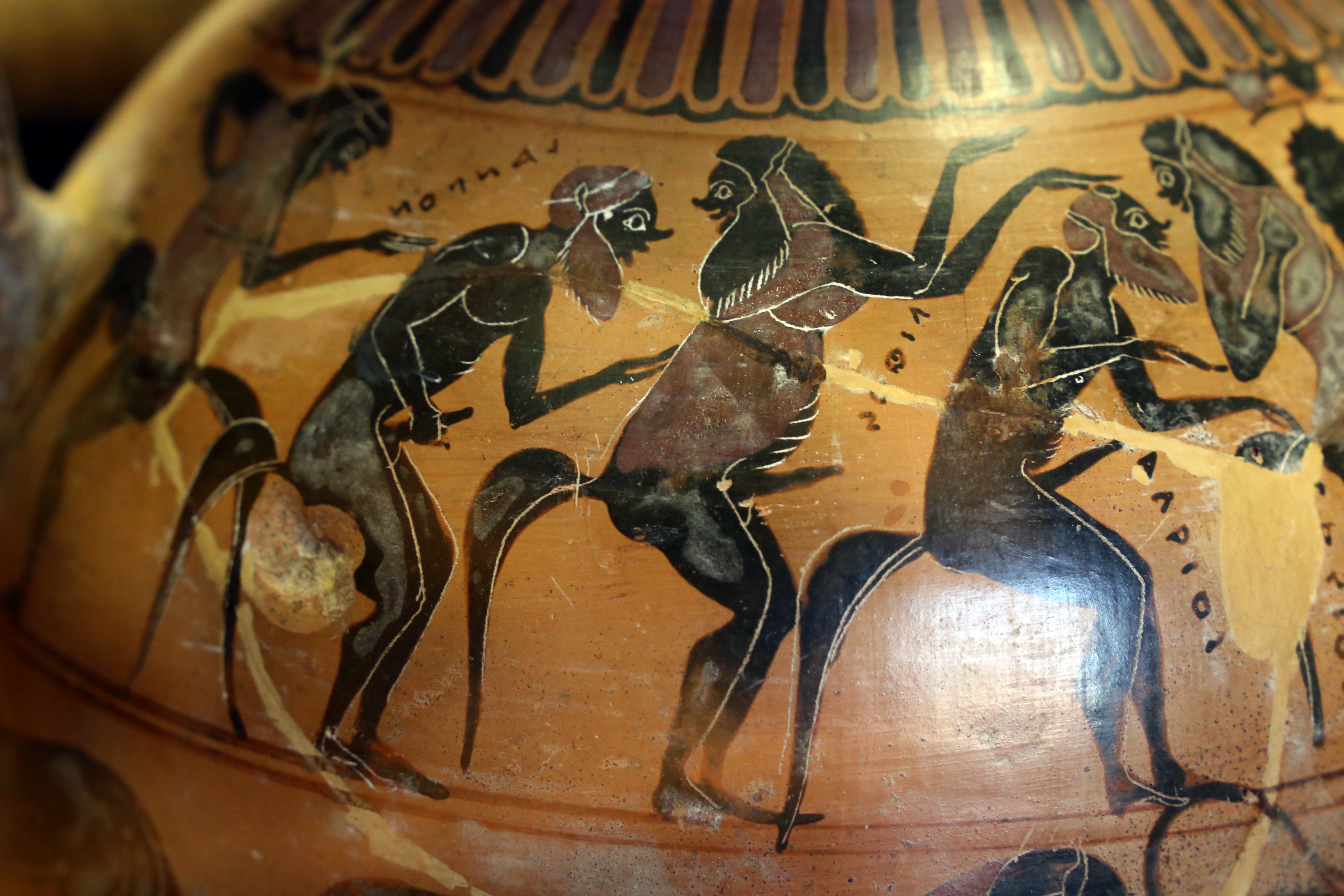
Anfora attica tirrenica con orgia di silenoi, da Necropoli di Monte Abatone, Cerveteri

### I Baccanali
Si trattava di antiche feste orgiastiche a sfondo propiziatorio del culto di Dioniso.
Il nome è di origine romana e deriva da rituali dedicati al dio Bacco, ma la loro origine è più antica, probabilmente risale alla Magna Grecia e vennero importate in Roma nel II secolo a.C.. Tracce vengono tramandate nel mondo ellenico in relazione ai riti misterici ed ai misteri eleusini.
Già all'epoca romana, ma probabilmente anche prima, era divenuta da semplice festa orgiastica a vero e proprio rito propiziatorio degli dei, tipicamente in occasione della cosiddetta "semina e delle messi".

## Nei film
Le scene di orgia sono presenti in vari film, tra cui Zoolander 2, Eyes Wide Shut, Sausage Party, The Wolf of Wall Street e 500 Person Sex.